# リトル・ブリテンUSA
『リトル・ブリテンUSA』（Little Britain USA）は、アメリカのHBOで、2008年から2009年に放送されたコメディ番組。
イギリスで放送された『リトル・ブリテン』の続編で、前作同様にマット・ルーカスとデヴィッド・ウォリアムスのコンビが脚本執筆・出演し、2シーズンが放送された。舞台をアメリカに移し、前作の人気キャラクターが再登場。また、新たなキャラクターも登場している。
日本では、2010年にWOWOWのコメディUK枠でシーズン1が放送された。

## キャスト
- マット・ルーカス（Matt Lucas）
- デヴィッド・ウォリアムス（David Walliams）
- トム・ベイカー（Tom Baker）： ナレーター

## エピソード

### シーズン1
- エピソード1 ジム友は真の友
- エピソード2 離婚の危機の見極め方
- エピソード3 フランス大統領は恋敵
- エピソード4 レディーとスティングのハーモニー♪
- エピソード5 公然ワイセツではございません！
- エピソード6 ヴィッキーは蝶の夢を見る！？

## 放送局
- HBO
- WOWOW